# Formule pour un meurtre
Pour plus de détails, voir Fiche technique et Distribution.
Formule pour un meurtre (7, Hyden Park - La casa maledetta) est un giallo italien réalisé par Alberto De Martino et sorti en 1985.

## Synopsis
Joanna est une femme paraplégique, clouée dans un fauteuil roulant depuis sa jeunesse, lorsqu'elle est tombée dans les escaliers pour échapper à un faux prêtre qui l'a violée. Malgré tout, Joanna est pleine de vie : elle s'entraîne dans un centre sportif pour paraplégiques et a l'intention de participer à une compétition importante. De plus, son entraîneur Graig la demande en mariage et, malgré la méfiance de sa meilleure amie et assistante Ruth, elle accepte la proposition. Mais son médecin est inquiet car il craint que, dans une relation intime, Joanna ne revive l'expérience traumatisante du passé et que cela ne la conduise à la mort. En effet, après le mariage, elle commence à avoir des hallucinations et à rêver du faux prêtre et d'une poupée qui répète une comptine inquiétante. De plus, toutes ses tentatives pour faire don d'une importante somme d'argent à la paroisse s'avèrent vaines, car les prêtres auxquels elle s'adresse disparaissent mystérieusement. En réalité, ils ont été assassinés et même les hallucinations ne sont qu'un coup monté par Graig, qui s'est arrangé avec Ruth pour tuer Joanna en simulant un accident afin d'hériter de la grande propriété. Mais lorsque Joanna découvre accidentellement le meurtre de Ruth par son mari, elle comprend la vérité et s'oppose à Graig dans une lutte sans merci pour sa survie.

## Fiche technique
- Titre original italien  : 7, Hyden Park - La casa maledetta[1] ou Formula per un delitto
- Titre français : Formule pour un meurtre[2]
- Réalisateur : Alberto De Martino (sous le nom de « Martin Herbert »)
- Scénario : Alberto De Martino (sous le nom de « Martin Herbert »), Vincenzo Mannino (it) (sous le nom de « Frank Walker »)
- Photographie : Gianlorenzo Battaglia (sous le nom de « Lawrence Barbey »)
- Montage : Vincenzo Tomassi (it) (sous le nom de « Vincent P. Thomas »)
- Musique : Francesco De Masi (sous le nom de « Frank Mason »)
- Effets spéciaux : Vagni Luca G.
- Décors : Antonio Visone (it) (sous le nom de « Julian Wilson »)
- Costumes : Valentina Di Palma
- Maquillage : Harris Girol
- Production : Fabrizio De Angelis
- Société de production : Fulvia International Films
- Pays de production :  Italie
- Langue originale : italien
- Format : Couleurs - 2,35:1 - Son mono - 35 mm
- Durée : 85 minutes
- Genre : Giallo, épouvante
- Dates de sortie :
  - Italie : 10 août 1985
  - France : 10 décembre 1986

## Distribution
- Christina Nagy : Joanna
- David Warbeck (VF : Michel Paulin) : Craig
- Carroll Blumenberg : Ruth
- Rossano Brazzi : Dr. Sernich
- Andrea Bosic : père Peter
- Loris Loddi (it) : père Davis
- Adriana Giuffrè
- Daniela De Carolis
- Rodolfo Ruzza

## Production
Formule pour un meurtre a été tourné sous le titre de travail Formula per un delitto, en extérieurs à Boston avec des scènes d'intérieur à Rome. Le réalisateur Alberto De Martino a déclaré qu'il voulait initialement faire jouer deux jeunes actrices italiennes, Valeria Golino et Nancy Brilli, mais ses choix ont été rejetés par le producteur Fabrizio De Angelis. L'une et l'autre ont dû être remplacées par des actrices américains, tandis que Golino et Brilli ont poursuivi une carrière importante en Italie.
De Martino a décrit le film comme une reprise du film Le facteur sonne toujours deux fois (1946). Les historiens et critiques Adrian Luther-Smith et Roberto Curti ont tous deux souligné que le film ressemblait davantage à Hurler de peur (1961), une production de la Hammer britannique,. L'historien Troy Howarth s'est fait l'écho de cette déclaration en disant que le film « renvoie aux films policiers des années 1960 avec une demoiselle en détresse » et « n'a pas le caractère excessif des autres gialli de l'époque ». Le film a été l'une des dernières productions de De Martino, qui s'est retiré de la mise en scène au milieu des années 1980.

## Exploitation
Formule pour un meurtre est sorti en 1985 en Italie, sous le titre 7, Hyden Park - La casa maledetta,. Le critique et historien du cinéma Roberto Curti a déclaré que ce titre était plus proche d'un « film d'épouvante pur et dur » comme Evil Dead (1981) qui est sorti en Italie sous le titre La casa. De Martino aurait été mécontent du film, contraint par un calendrier de tournage de dix-huit jours. Le film est sorti en Grèce en vidéo amateur. Il a été édité en DVD par Shameless Screen Entertainment.

### Accueil critique
Dans une critique contemporaine au Corriere della Sera, le film est vanté pour son scénario bien conçu, mais la deuxième partie du film est critiquée pour sa descente dans le grand guignol et sa perte de tension, qui réduit le film à un duel/jeu entre la victime et le meurtrier. Dans son livre sur les gialli, Adrian Luther-Smith trouve que le film est un « exercice de grand guignol agréablement outré » et le compare à Le diaboliche de Luigi Russo, déclarant que le film « démontre comment un sujet similaire peut être ruiné par une attitude statique ». "Dans son livre sur les gialli, Curti écrit que le film dévoile l'identité du méchant dès la première demi-heure et que David Warbeck « frime sans vergogne » jusqu'au troisième acte, ressemblant à un « pseudo-Jack Nicholson ». Dans son ouvrage, Troy Howarth écrit que le film « n'est pas vraiment chargé de surprises » tout en affirmant que les « meurtres sont étonnamment brutaux et sanguinolents ».